# Флегон, Алек
Алек Флегон (Олег (или иногда Александер) Васильевич Флегонт, англ. Alec Flegon; 20 января 1924, Новоселица, Бессарабия — 15 мая 2003, Лондон, Великобритания) — британский издатель, публицист, составитель словарей и альбомов изобразительного искусства.

## Биография
Мать была румынкой, отец Василий Михайлович Флегонт — белорус. В 1940 году, когда произошло Присоединение Бессарабии и Северной Буковины к СССР бежал в Бухарест. Окончил сельскохозяйственный факультет Бухарестского университета, после чего работал инженером в румынском колхозе.
Потом он поступил на литературный факультет Института им. Горького в Москве и вступил в румынскую компартию, где занимался проблемами продовольствия.
В 1956 году не вернулся из туристической поездки в Словакию, присоединившись к венгерским беженцам от подавления восстания, и через Австрию эмигрировал в Великобританию, где получил политическое убежище. Поселился в Лондоне. Некоторое время работал на заводе, а затем на румынской службе Би-Би-Си.
В начале 1960-х основал издательство «Flegon Рress», публиковавшее произведения русской советской литературы, не издававшиеся в СССР, или издававшиеся, но затем попавшие под запрет.
Издавал журнал «Студент» — «журнал авангарда советской литературы». В 1968 году там было впервые издано «Собачье сердце» М. А. Булгакова.
А. Флегон издал «Один день Ивана Денисовича» (1964), «В круге первом» (1968) и «Август Четырнадцатого» (1971) А. И. Солженицына. Так как последняя книга была издана Флегоном без разрешения Солженицына и без выплаты гонорара, он подал на Флегона в суд за нарушение авторских прав и выиграл дело. В ответ Флегон написал резко критическую книгу «Вокруг Солженицына» (1981), которая на территории СНГ была издана небольшим тиражом только в 1993 году в Бишкеке (Кыргызстан).
В последние годы жизни Флегон страдал от болезни Альцгеймера.
Скончался в Лондоне на восьмидесятом году жизни 15 мая 2003 года.
Его коллекция литературы первых лет советской власти продавалась на аукционе Bonhams в 2010 году.

## Сочинения
- Soviet Foreign Trade Techniques. 1965.
- Eroticism in Russian Art. 1976.
- A. Solzhenitsyn: Myth and Reality. 1986.
- За пределами русских словарей : дополнительные слова и значения с цитатами Ленина, Хрущева, Есенина, Сталина, Баркова, Пушкина, Маяковского, Вознесенского, Лермонтова, Солженицына и др. Лондон, Издательство «Флегон-пресс», 1979.
- Вокруг Солженицына. Лондон, Издательство «Флегон-пресс», 1981.
- Солженицын — пророк? Бишкек, 1993.